# 1153 Wallenbergia
1153 Wallenbergia è un asteroide della fascia principale. Scoperto nel 1924, presenta un'orbita caratterizzata da un semiasse maggiore pari a 2,1959120 UA e da un'eccentricità di 0,1601567, inclinata di 3,33470° rispetto all'eclittica.
Il suo nome è in onore del matematico tedesco Georg James Wallenberg.